# Боривоје Јовановић (архитекта)
Боривоје Јовановић је српски архитекта, најпознатији по коауторству пројеката за Јулино Брдо у Београду и Блок 19 у Новом Београду.

## Најзначајнија дела
- Јулино брдо, Београд, архитектонски тим - Милан Лојаница, Предраг Цагић и Јовановић. Изведен у периоду од 1967. до 1970. године. Аутори су за пројекат добили Октобарску награду[1] града Београда.[2]
- Блок III, Нови Сад, 1970-71, коаутори Цагић и Лојаница[3]
- Реконструкција центра Ваљева, 1973-82, коаутори Цагић, Лојаница, Р. Марић, М. Божанић и Б. Крковић[2]
- Реконструкција делова градске зоне Кикинде са пешачком зоном, као и новоизграђени “Микронасеље”, блок “Галацка” и зграда “ЗОИЛ”-а, 1977–92, (са Цагићем)[2]
- Блок 19a, Нови Београд, 1982, коаутори Цагић и Лојаница[3][4]
- Хотел Сетлерс у Младеновцу, 1990[5]

## Награде
- 1970, Октобарска награда града Београда[2]
- 2001, Велика награда архитектуре Савеза архитеката Србије за животно дело[6]